# Piombo tetraetile
Il Piombo tetraetile, conosciuto anche con la sigla TEL (dall'inglese tetraethyl lead), o PT. È un composto metallorganico del piombo tetravalente, di formula molecolare Pb(CH2CH3)4. È molto tossico ed è stato utilizzato in passato in petrolchimica come additivo per la benzina come antidetonante, per aumentarne cioè la resistenza all'auto-accensione (numero di ottano). È ancora di utilizzo comune in campo aeronautico per la produzione di benzina avio.

## Proprietà chimiche

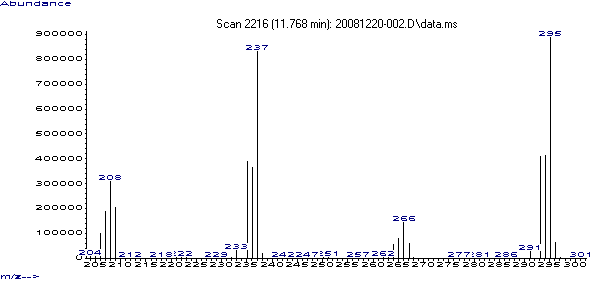
Spettro di massa del piombo tetraetile.

Il piombo tetraetile è un liquido viscoso incolore, dall'odore dolciastro e infiammabile. Si ottiene dalla reazione di cloruro di etile con una lega sodio-piombo:
4 NaPb + 4 CH3CH2Cl → (CH3CH2)4Pb + 4 NaCl + 3 Pb
Dalla miscela di reazione il piombo tetraetile viene recuperato per distillazione in corrente di vapore, che non trascina la miscela residua di piombo metallico e cloruro di sodio.
Il legame piombo-carbonio nel piombo tetraetile è debole, 130 kJ/mol, contro 346 kJ/mol per il legame C-C: già a 110 °C inizia a decomporsi con un meccanismo a radicali liberi; alle temperature raggiunte nei motori a scoppio si decompone quindi facilmente in piombo e radicali etile. In queste condizioni il piombo forma in parte l'ossido (PbO) solido; questo e il Pb metallico formato dalla decomposizione tenderebbero a incrostare le parti meccaniche. Per evitare questo inconveniente veniva utilizzato in miscela con 1,2-dicloroetano e 1,2-dibromoetano, con i quali forma composti volatili alle temperature raggiunte nei motori, quali il cloruro di piombo e il bromuro di piombo:
(CH3CH2)4Pb + C2H4Cl2 + 16 O2 → 10 CO2 + 12 H2O + PbCl2↑
(CH3CH2)4Pb + C2H4Br2 + 16 O2 → 10 CO2 + 12 H2O + PbBr2↑
Le dosi massime sono dell'ordine di 0,5 g per litro di benzina, che corrispondono ad un aumento del numero di ottano di 10-15 unità. La ricetta tipica era del tipo:
PbEt4 61,45%
C2H4Cl2 17,85%
C2H4Br2 18,80%
inerti e colore 1,90%

## Storia
Il possibile utilizzo del piombo tetraetile come antidetonante venne scoperto da Thomas Midgley alla General Motors Research nel 1921. La sua tossicità divenne evidente negli anni successivi con la malattia e talvolta la morte di alcuni dei ricercatori che si erano dedicati al suo studio. Il 1º febbraio 1923 cominciò la sua commercializzazione ad opera della Ethyl Gasoline Corporation, società compartecipata a DuPont, a General Motors e a Standard Oil. Già all'inizio della produzione gli operai addetti mostrarono segni di avvelenamento: almeno 15 morirono e per le restanti l'azienda disse che probabilmente erano impazzite "a causa del troppo lavoro"; nel 1924 cinque operai morirono ed altri 35 restarono invalidi, nonostante le prove le industrie commissionarono studi per smentire la pericolosità.
Anche in Italia (a Fidenza e a Trento) esistevano importanti industrie chimiche per la sua produzione. Clair Patterson scoprì che prima del 1923 i livelli di piombo nell'atmosfera erano insignificanti e si batté tutta la vita per denunciare il suo pericoloso utilizzo. A partire dagli anni settanta si susseguirono le iniziative per bandirlo dalla benzina, fino alla definitiva eliminazione nel 1986 negli Stati Uniti con il Clean Air Act e nel decennio successivo in Europa Occidentale. Nel 1971 in ogni litro di benzina venduto in Germania erano presenti 0,635 grammi di piombo tetraetile e la stessa concentrazione era in Italia il massimo ammesso.
In Italia il tenore massimo di piombo nella benzina fu ridotto nel 1982 a 0,40 grammi al litro, con possibilità di limitarlo fino a 0,15 grammi, possibilità sfruttata nel 1989, quando la concentrazione fu portata a 0,30 grammi, e ancora nel 1991, quando fu dimezzata. Con l'eliminazione del piombo dai carburanti americani il livello del piombo nel sangue dei bambini fino a 5 anni, si è ridotto dell'80% e nei test di intelligenza effettuati su bambini in età prescolare si sono riscontrati medie tra 2,2 e 4,7 punti superiori al decennio precedente.

## Citazioni letterarie
È anche il veleno usato nel primo romanzo (giallo) di Ellery Queen, La poltrona n. 30.